# (16129) Kevingao
(16129) Kevingao est un astéroïde de la ceinture principale.

## Description
(16129) Kevingao est un astéroïde de la ceinture principale. Il fut découvert le 7 décembre 1999 à Socorro (Nouveau-Mexique) par le projet LINEAR. Il présente une orbite caractérisée par un demi-grand axe de 2,31 UA, une excentricité de 0,21 et une inclinaison de 4,2° par rapport à l'écliptique.

## Compléments